# Oleg Saitov

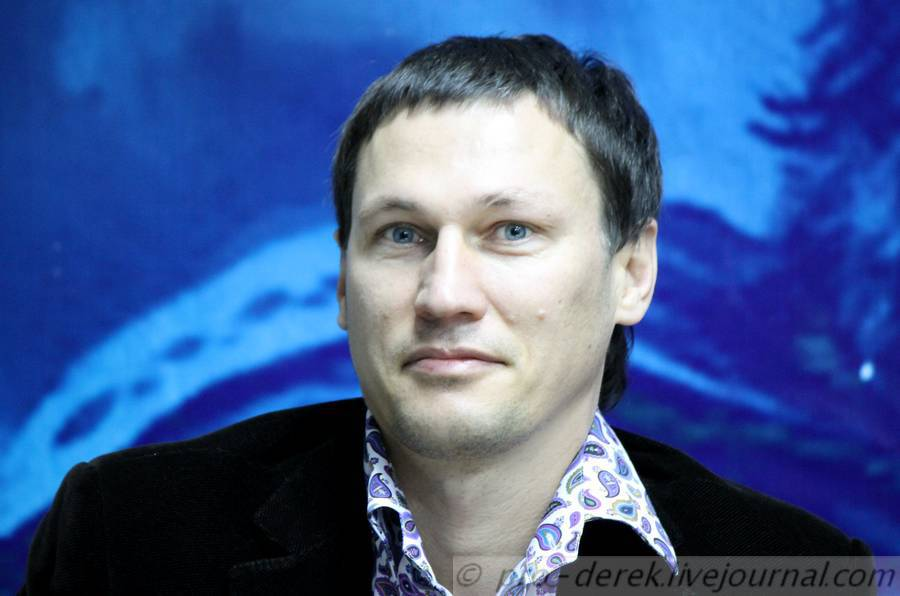
Oleg Saitov

Oleg Saitov (en rus: Оле́г Саи́тов) (Novokúibixevsk, Unió Soviètica 1974) és un boxejador rus, ja retirat, guanyador de tres medalles olímpiques.

## Biografia
Va néixer el 26 de maig de 1974 a la ciutat Novokúibixevsk, població situada a l'óblast de Samara, que en aquells moments formva part de la República Socialista Federada Soviètica de Rússia (Unió Soviètica) i que avui dia forma part de Rússia.

## Carrera esportiva
Va participar, als 22 anys, en els Jocs Olímpics d'Estiu de 1996 realitzats a Atlanta (Estats Units), on va aconseguir guanyar la medalla d'or en la prova de pes wèlter, un metall que aconsegúi revalidar en els Jocs Olímpics d'Estiu de 2000 realitzats a Sydney (Austràlia). En els Jocs Olímpics d'Estiu de 2004 realitzats a Atenes (Grècia) va aconseguir guanyar la medalla de bronze en la mateixa categoria.
Al llarg de la seva carrera ha guanyat tres medalles en el Campionat del Món de boxa, entre elles una medalla d'or; i tres medalles més en el Campionat d'Europa de boxa, entre elles dues medalles d'or.